# El Rajolar, forn ceràmic i dues naus
El Rajolar, forn ceràmic i dues naus fou una antiga fàbrica de rajoles que està situada al terme de Puçol al quilòmetre 15 de la carretera CV-3007 d'accés des del Sud. Està catalogat com Bé immoble de rellevància local, amb número d'anotació 46.13.205-007.